# Vương quốc Pháp (1791–1792)
Vương quốc Pháp (tiếng Pháp: Royaume de France, tiếng Latin: Regnum Francia, Hán-Việt: 法蘭西王國 / Pháp-lan-tây Vương-quốc), hoặc Quân chủ lập hiến Pháp (tiếng Pháp: Monarchie constitutionnelle française, tiếng Latin: Monarchia constitutionalis francica, Hán-Việt: 法蘭西君主立宪國 / Pháp-lan-tây Quân-chủ Lập-hiến Quốc) là một giai đoạn quân chủ lập hiến ngắn ngủi từ 1791 đến 1792 tại Pháp, được thành lập từ sự việc Quốc hội ép vua Louis XVI chấp thuận bản Hiến pháp năm 1791 và là một tàn dư của chế độ quân chủ chuyên chế Vương quốc Pháp.
Sau khi lực lượng cách mạng xông vào cung điện Tuileries ngày 10 tháng 8 năm 1792, Hội đồng Lập pháp tuyên bố giải thể chính phủ này. Ngày 21 tháng 9 năm 1792, Hội nghị Quốc gia chính thức lật đổ Vương quốc Pháp, đặt dấu chấm hết cho 203 năm liên tiếp Vương tộc Bourbon thống trị đất nước này, tước bỏ mọi danh hiệu cao quý của nhà vua — thay vào đó là tên gọi thường dân Louis Capet và lập nên nền Đệ Nhất Cộng hòa.